# Giro de Lombardia de 1907
O Giro de Lombardia de 1907, a 3ª edição de esta clássica ciclista, disputou-se a 3 de novembro de 1907, com um percurso de 210 km entre Milão e Sesto San Giovanni. O vencedor final foi o francês Gustave Garrigou, que se impôs na linha de chegada aos italianos Ernesto Azzini e Luigi Ganna.
Giovanni Gerbi é o primeiro a cruzar a linha de meta mas é desclassificado por ter feito parte do percurso por trás de uma moto. Lucien Petit-Breton acabou terceiro mas também foi desclassificado por não ter assinado no controle de Como.
Ao final o ganhador da prova foi Gustave Garrigou (Peugeot-Wolber), que se converteu no primeiro corredor não italiano que acabou a prova em toda a sua história.

## Classificação final
| Posição | Ciclista            | Equipa         | Tempo      |
| ------- | ------------------- | -------------- | ---------- |
| 1       | Gustave Garrigou    | Peugeot-Wolber | 7h 53' 41" |
| 2       | Ernesto Azzini      | Atena          | + 12' 23"  |
| 3       | Luigi Ganna         | Turkheimer     | + 18' 49"  |
| 4       | Felice Gallazzi     | Individual     | + 24' 30"  |
| 5       | Andrea Massironi    | Individual     | + 29' 25"  |
| 6       | Henri Rheinwald     | Individual     | + 42' 16"  |
| 7       | Ernesto Ferrari     | Individual     | m. t.      |
| 8       | Ferrucio Mirancelli | Individual     | + 42' 17"  |
| 9       | Mario Gaioni        | Individual     | + 55' 19"  |
| 10      | Attilio Alberti     | Individual     | + 55' 39"  |